# Fifteen

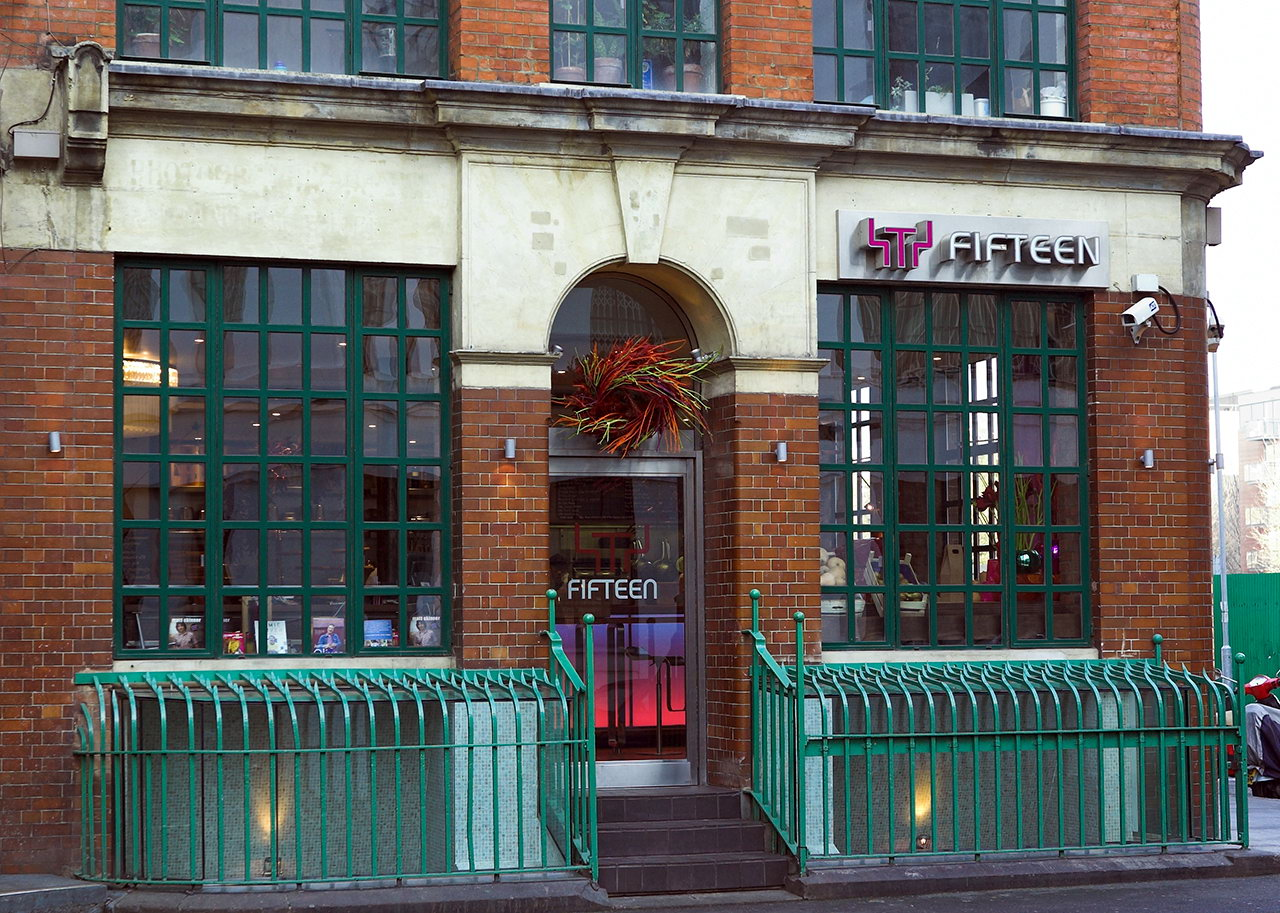

A Fifteen több étterem neve, melyeket Jamie Oliver hozott létre és irányít.
Az eredeti Fifteen London Hackney kerületében fekszik. Az éttermet a 2002-es sorozat, a Folytassa, Jamie részeként hozta létre. Oliver itt 15 fiatal munkanélkülit és más, tanulási nehézségekkel küzdőt segített vissza az életbe. Megtanította nekik, hogyan legyenek professzionális szakácsok, séfek. A vállalat a műsorsorozat befejezése után is üzemelt, és óriási visszhangot váltott ki. Sok tanítványa elegáns londoni éttermekben folytatta pályafutását.
Az étterem a következő sorozatban, a Return to Jamie's Kitchenben, majd 2005-ben a Jamie menzája is innen jelentkezett. Az étterem egy jótékonysági alapítvány, teljes profitját az utánpótlás-nevelésre fordítja.
Az eredeti étterem Hoxtonban nyílt meg. 2004-ben Hollandiában Amsterdamban nyílt meg az első külföldi üzlet. 2006 júliusában Cornwallban Newquay-en, a Watergate Bayen majd szeptemberben Melbourne-ben Ausztráliában

## Érdekesség
Bill Clinton is meglátogatta az éttermet a Jamie menzája forgatása alatt. Az éttermet ki kellett üríteni, mert tízszer annyian jöttek, mint amennyit megbeszéltek és más menüt kellett tálalni, mint az előzetesen megállapodott, mert az elnök South Beach diétán volt.